# Kadijken

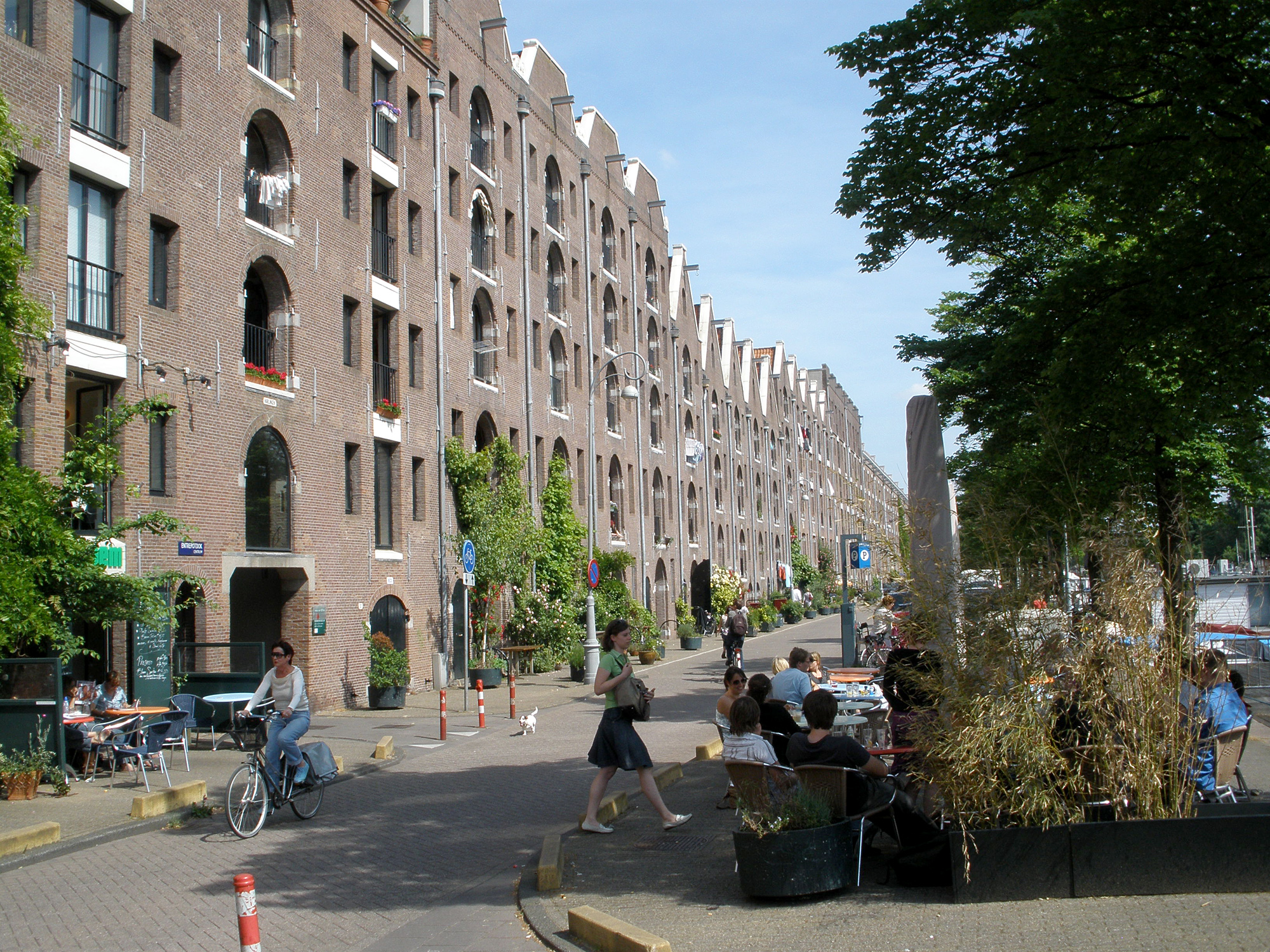
Das Entrepotdok in den Kadijken

Die Kadijken sind ein Wohnviertel (niederländisch buurt) im Osten der Amsterdamer Innenstadt. Im Rahmen der Vierten Stadtvergrößerung ab 1665 angelegt, waren die Kadijken ursprünglich ein Schiffbau-Gebiet, das sich jedoch im Laufe des 20. Jahrhunderts zu einem Wohnviertel wandelte. Der Name des Viertels verweist auf die beiden heutigen Hauptstraßen, die ursprünglichen Sommerdeiche Hoogte Kadijk und Laagte Kadijk. Im Januar 2024 hatten die Kadijken rund 2900 Einwohner. Die Kadijken werden begrenzt im Nordwesten durch die Nieuwe Herengracht und die Schippersgracht, im Nordosten durch die Nieuwevaart, im Südosten durch die Sarphatistraat und im Südwesten durch das Entrepotdok.
Sehenswürdigkeiten sind:
- Der Kadijksplein
- Die Brauerei „'t IJ“
- Das Entrepotdok
- Die Scheepswerf (Werft) Koning William
- Die Museumswerft 't Kromhout
- Die Entrepotdoksluis (Schleuse)
- Die Rapenburgersluis (Schleuse)